# Хапусенеб
Хапусенеб (*д/н —бл. 1462 до н. е.) — давньоєгипетський політичний діяч XVIII династії, архітектор, верховний жрець Амона у Фівах у 1478—1462 роках до н. е.

## Життєпис
Походив з впливового фіванського жрецького роду. Син Хапу, промовець і читець жерця Амона, та Яххотеп, представниці царського гарему на посаді царської медсестри. Вважається, що народився в правління фараона Аменхотепа I. Про молоді роки Хапусенеба немає відомостей. Стрімка кар'єра почалася під час панування Тутмоса I.
За правління фараона Тутмоса II увійшов до близького кола великої цариці Хатшепсут, підтримуючи її прагнення отримати усю владу. Після смерті фараона у 1479 році до н. е. Хапусенеб разом Сенмутом сприяв відстороненю від влади впливового чаті Інені. Водночас допоміг Хатшепсут стати новим володарем Єгипту при номінальному співволодарі Тутмосі III.
За допомогу у встановлені власної влади Хатшепсут у 1478 році до н. е. надала Хапусенебу посаді чаті, незабаром він став верховним жерцем Амона у Фівах. Саме Хапусенеб оголосив Хатшепсут Царем Двох Земель і Старшою Донькою Амона. За це разом з фіванським жрецтвом отримав численні пільги, нагороди та маєтності. З цього моменту починається піднесення жерців Фів, що позначилося в часи XX династії.
Був доволі жадібним до посад, отримавши від фараона посади скарбника Верхнього і Нижнього Єгипту, голови жерців Верхнього и Нижнього Єгипту. Також йому надано титули іріпата та хатіа, завдяки чому увійшов до найвищої аристократії.
Згодом отримав посаду головного архітектору робіт (доглядач усіх робіт фараона) в Карнаці та доглядача будівництва царської гробниці (ймовірно KV20 — Хатшепсут). Більшість будов й споруд Хапусенеб здійснив у співпраці з Сенмутом. Найвідомішим їх творіння є поховальний храм в Дейр ель-Бахрі. Також був відповідальним за спорудження священного корабля Ра, брам храму, виробництва храмового обладнання, дверних стулок і будівель.
Помер на 16 рік панування Хатшепсут (що відповідає бл. 1462 року до н. е.), поховано у Фівах (TT67). Його 3 поховальні конуси натепер зберігають в музеї Метрополітен.

## Родина
Дружина — Аменхотеп
Діти:
- Джехутжмес-Махет
- Усер-пехтж
- Аа-Хепер-ка-ра-нефер, верховний жрець поховального храму Тутмоса II
- Хенут
- Хенут-неферт, співачка Амона
- Сен-сенеб, божественна обожнювачка Амона, дружина Пуйємре, Другий жрець Амона
- Ta-ем-ресефу, співачка Амона